# 中村康治
中村康治（なかむら こうじ、1968年5月20日 - ）は日本の中央銀行家。日本銀行金融機構局長。日本銀行企画局長などを務めた。

## 来歴
福井県出身。東京大学経済学部経済学科卒業。1992年 日本銀行入行。1998年6月 ボストン大学大学院修了。MBA修得。2022年5月12日 企画局長。金融政策の企画立案を担当する。2023年7月31日 金融機構局長。

## 略歴
- 1992年4月：日本銀行入行。
- 2000年：調査統計局経済調査課。
- 2003年7月：国際通貨基金（IMF）へ出向[1]。
- 2006年1月：調査統計局企画役[1]。
- 2007年11月：企画局企画役[1]。
- 2010年7月：調査統計局企画役[1]。
- 2012年5月28日：金融機構局金融システム調査課長。
- 2015年6月15日：調査統計局経済調査課長。
- 2017年6月19日：松本支店長。
- 2018年5月25日：国際局参事役。
- 2019年6月17日：国際局審議役。
- 2019年7月16日：米州統括役ニューヨーク事務所長。
- 2021年5月17日：国際局審議役 兼 企画局審議役。
- 2022年5月12日：企画局長。
- 2023年7月31日：金融機構局長[2][3]。

## 著作
- （アムラム・マーサ、クラティラカ・ナリン（著）、石原雅行、吉田二郎、脇保修司（訳）『リアル・オプション ー 経営戦略の新しいアプローチ』（東洋経済新報社、2001年12月）